# Conan (Late-Night-Show)
Conan war eine US-amerikanische Late-Night-Show des Talkshow-Moderators und Komikers Conan O’Brien, die montags bis donnerstags um 23:00 Uhr auf TBS in den Vereinigten Staaten ausgestrahlt wurde. Die Show wurde erstmals am 8. November 2010 ausgestrahlt. Als Sidekick fungierte Andy Richter. In der Show behandelte O’Brien im Comedy-Stil aktuelle Nachrichten, lud Prominente zu sich ins Studio ein und zeigte Einspielvideos verschiedener Show-Formate und von Reisen. Acht Jahre lang wurde Conan als einstündige Show ausgestrahlt. Die Show wurde ab dem 22. Januar 2019 auf eine halbe Stunde begrenzt. Am 17. Mai 2017 verlängerte TBS die Serie bis 2022. Im November 2020 gab der TBS-Eigentümer WarnerMedia bekannt, dass die Show im Juni 2021 enden wird. Dies wurde von Conan O’Brien in seiner Sendung im Mai 2021 bestätigt. Am 24. Juni 2021 lief die letzte Sendung.
Die Show ist Nachfolger der Late Night with Conan O’Brien (1993–2009) und der Tonight Show with Conan O’Brien (2009–2010) auf NBC. Die Show wurde auf dem Gelände der Warner Bros. Studios in Burbank, Kalifornien produziert.

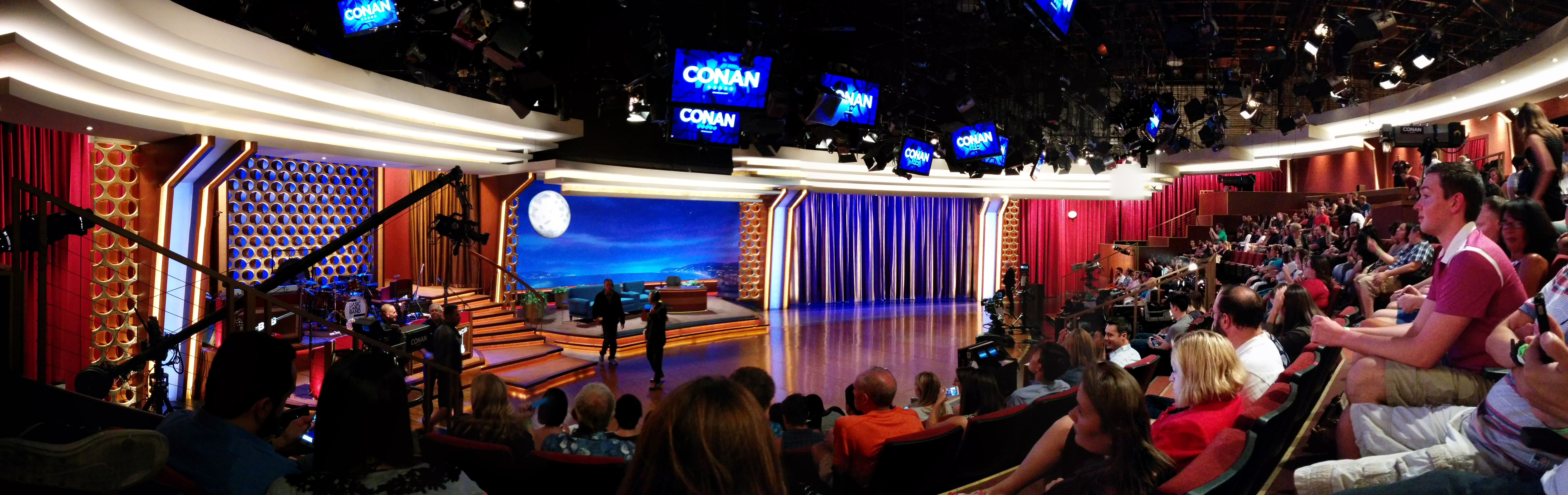
Set der Show